# 로모 살타도

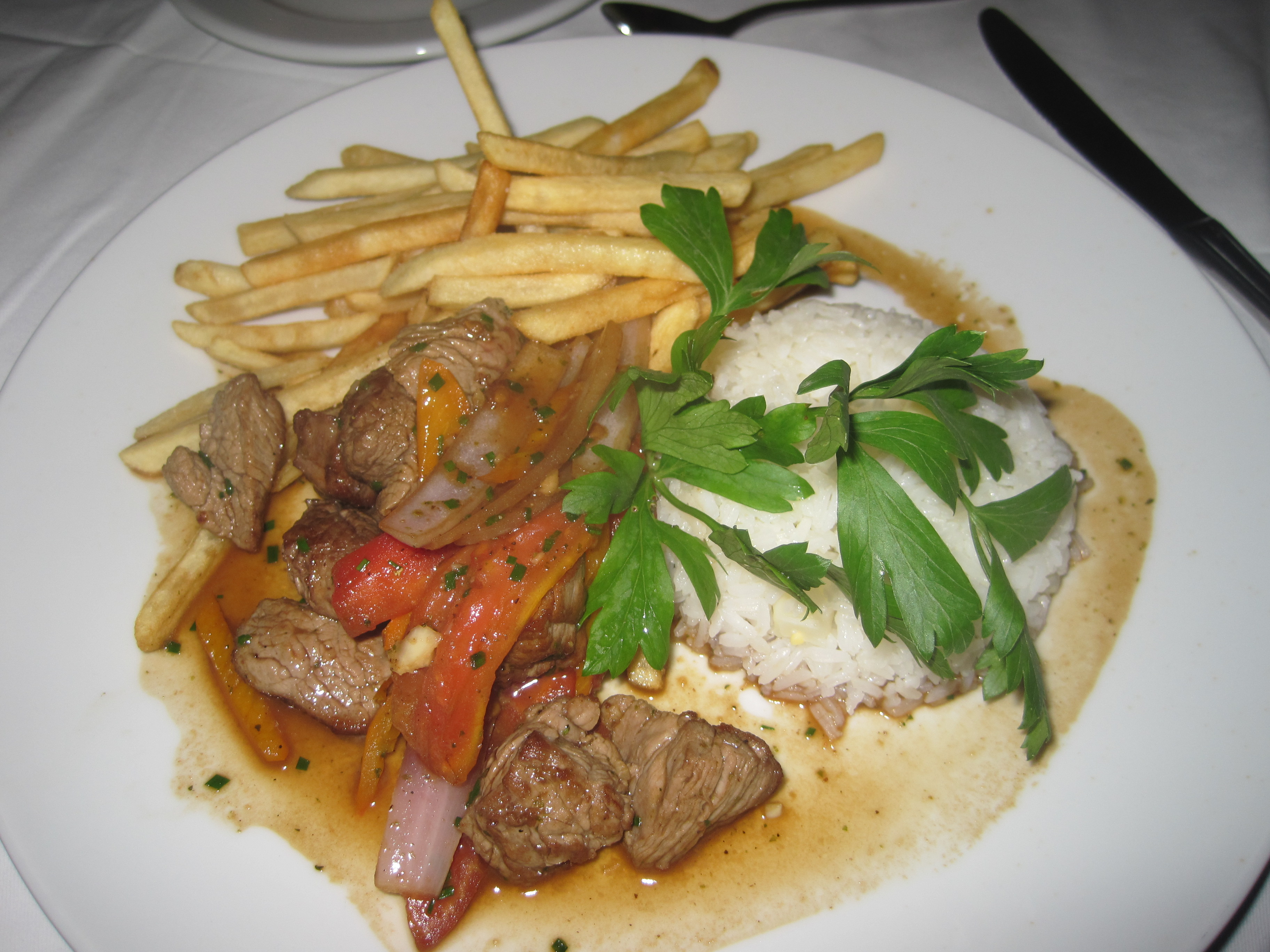
로모 살타도

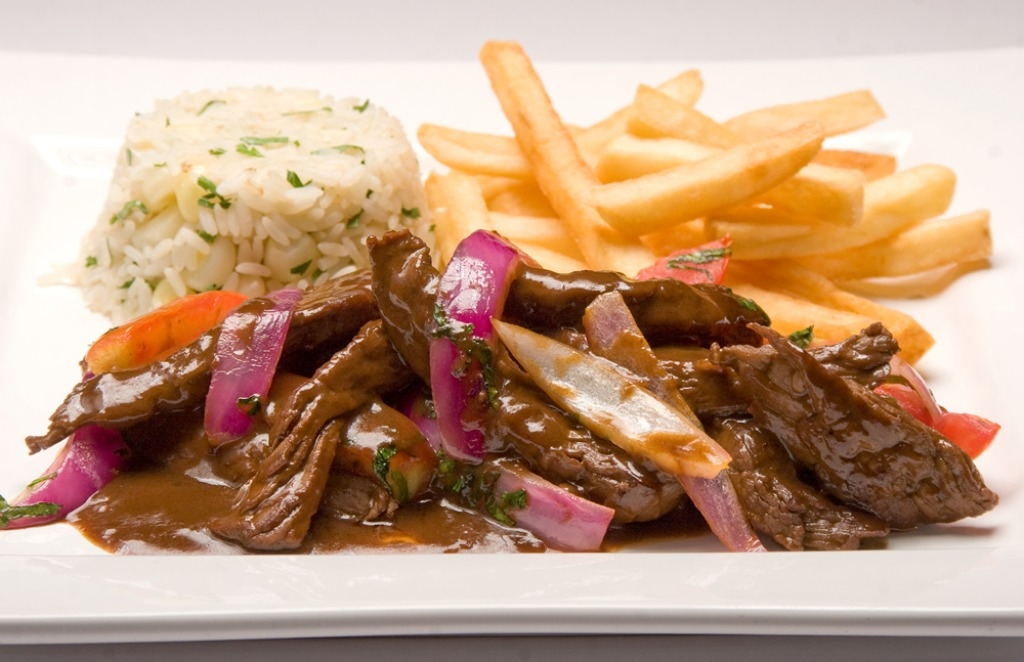

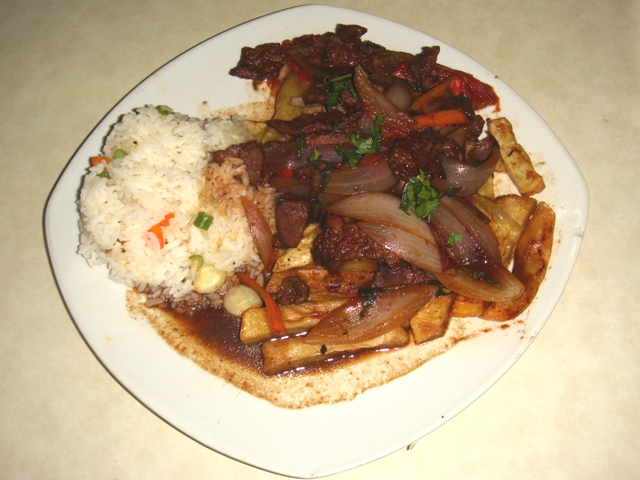

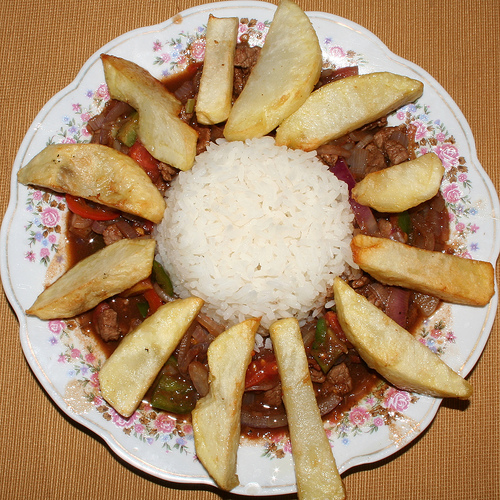

로모 살타도(스페인어: Lomo saltado)는 페루의 인기 있는 전통 음식으로 일반적으로 양파, 토마토, 감자튀김 및 기타 재료와 등심 (또는 다른 소고기 스테이크)의 다진 조각을 결합한 볶음 요리이다. 
음식은 일반적으로 등심 조각을 식초, 간장 및 향신료에 담그고 붉은 양파, 파슬리, 토마토 및 기타 재료로 프라이팬에 저어서 준비한다. 감자와 쌀을 전분으로 하는 것은 음식이 대표하는 문화적 혼합의 전형이다. 

## 같이 보기
- 로모 아 로 포브레